# Ottica matriciale
L'ottica matriciale è un particolare formalismo che permette di ricavare la traiettoria di un raggio luminoso (nelle approssimazioni dell'ottica geometrica) all'interno di un sistema ottico centrato; più nel dettaglio il raggio luminoso viene schematizzato come un vettore colonna a due componenti non omogenee: la prima rappresenta la distanza del raggio dall'asse ottico del sistema, la seconda invece la sua inclinazione rispetto allo stesso asse.

## Notazione
Se si indica con z la distanza misurata sull'asse ottico, in ottica matriciale un raggio luminoso viene scritto come
{\displaystyle {\vec {r}}(z)={\begin{pmatrix}r(z)\\{\frac {dr}{dz}}(z)\end{pmatrix}}}
Consideriamo poi un qualsiasi elemento ottico attraversato dal raggio ed indichiamo con {\displaystyle {\vec {r}}_{i}(z)} e {\displaystyle {\vec {r}}_{o}(z)} rispettivamente il raggio in ingresso e in uscita dall'elemento considerato, l'ottica geometrica permette di ricavare {\displaystyle {\vec {r}}_{o}(z)} a partire da {\displaystyle {\vec {r}}_{i}(z)} con una relazione del tipo
{\displaystyle {\vec {r}}_{o}(z)={\begin{pmatrix}A&B\\C&D\end{pmatrix}}{\vec {r}}_{i}(z)}
dove la matrice 2{\displaystyle \times }2 ABCD è una caratteristica dell'elemento ottico considerato.
Con questo formalismo la propagazione attraverso due elementi ottici consecutivi caratterizzati da matrici M{\displaystyle _{1}} e M{\displaystyle _{2}} è data da un unico elemento descritto dalla matrice prodotto M{\displaystyle _{1}} M{\displaystyle _{2}}.

## Esempi notevoli
Mezzo omogeneo di spessore d
{\displaystyle M={\begin{pmatrix}1&d\\0&1\end{pmatrix}}}
Interfaccia piana tra due dielettrici con indici di rifrazione {\displaystyle n_{1}} e {\displaystyle n_{2}}
{\displaystyle M={\begin{pmatrix}1&0\\0&{\frac {n_{1}}{n_{2}}}\end{pmatrix}}}
Interfaccia curva (raggio di curvatura {\displaystyle R}) tra due dielettrici con indici di rifrazione {\displaystyle n_{1}} e {\displaystyle n_{2}}
{\displaystyle M={\begin{pmatrix}1&0\\{\frac {n_{1}-n_{2}}{n_{2}R}}&{\frac {n_{1}}{n_{2}}}\end{pmatrix}}}
Lente sottile di focale {\displaystyle f\quad } (attenzione: {\displaystyle f<0} se la lente è divergente)
{\displaystyle M={\begin{pmatrix}1&0\\-{\frac {1}{f}}&1\end{pmatrix}}}
Due lenti di focali {\displaystyle f_{1}\quad } e {\displaystyle f_{2}\quad } in configurazione telescopica
{\displaystyle M={\begin{pmatrix}-{\frac {f_{2}}{f_{1}}}&f_{1}+f_{2}\\0&-{\frac {f_{1}}{f_{2}}}\end{pmatrix}}}
Fibra ottica o lente GRIN con indice di rifrazione graduato secondo la legge {\displaystyle n=n_{0}-{\frac {1}{2}}n_{2}r^{2}} e pitch {\displaystyle {\frac {\varphi }{2\pi }}}
{\displaystyle M={\begin{pmatrix}\cos {\varphi }&{\frac {\sin {\varphi }}{\sqrt {n_{0}n_{2}}}}\\-{\frac {\sin {\varphi }}{\sqrt {n_{0}n_{2}}}}&\cos {\varphi }\end{pmatrix}}}
Con argomenti termodinamici si può dimostrare una proprietà generale delle matrici ABCD dell'ottica geometrica e cioè che il determinante di tali matrici {\displaystyle AD-BC} è sempre uguale al rapporto {\displaystyle {\frac {n_{1}}{n_{2}}}} fra gli indici di rifrazione dei mezzi di ingresso e uscita dell'elemento ottico considerato.